# Franco Cagnetta
Franco Cagnetta (Bari, 13 aprile 1926 – Roma, 7 aprile 1999) è stato uno storico dell'arte, antropologo ed etnologo italiano.
Francesco Cagnetta Campione, dagli inizi degli anni cinquanta, strinse un forte legame con la Sardegna, da quando fece delle ricerche sul campo nel paese di Orgosolo, che pubblicò sul numero 10 della rivista «Nuovi Argomenti» col titolo Inchiesta su Orgosolo. Questo studio è stato un primo contributo a un movimento culturale che sollevava le tradizionali e modeste ricerche di folclore al livello di interpretazione antropologica.

## Biografia e carriera
Cresciuto in una famiglia di medici chirurghi da più generazioni, Cagnetta frequenta, ancora liceale all'Istituto Di Cagno Abbrescia, gli intellettuali della Bari antifascista. A soli diciassette anni, il 30 aprile 1943, viene arrestato con l'imputazione—secondo gli archivi dell'OVRA -- di sovversione per aver distribuito volantini di "propaganda libertaria". 
Studiò all'Università degli Studi di Messina dove si laureò nel 1947, con una tesi su  Karl Marx, e rimase nella città siciliana, dove fu assistente di Galvano Della Volpe ed in seguito come incaricato per la cattedra di Filosofia della Storia (1951-1954).
Negli anni 1952-53 a Roma curò la pubblicazione in lingua italiana delle opere di Karl Marx. Pubblicò diversi studi critici sulle riviste Rinascita, Società e Nuovi Argomenti, nello stesso periodo fu anche condirettore della rivista Il costume politico e letterario. 
Insieme ad Ernesto de Martino, che assunse il ruolo di presidente e a Diego Carpitella, nel 1954 creò il “Centro Etnologico Italiano”, da cui nacquero le prime ricerche italiane "sul campo", raccogliendo materiale tramite registrazioni sonore, fotografie, riprese cinematografiche ecc. 
Intanto già dal 1952 Cagnetta aveva iniziato la sua prima campagna etnologica ad Orgosolo dove svolse una ricerca sul fenomeno del banditismo e nelle sue ricerche aveva coinvolto i fotografi Franco Pinna, Pablo Volta, e gli americani William Klein e Sheldon M. Machlin. 
Con Franco Pinna, in particolare instaurò un lungo rapporto d'amicizia e insieme a lui fece delle inchieste sulle borgate romane e le prostitute del Mandrione, ma nonostante l'interesse dell'editore Giangiacomo Feltrinelli, le sue ricerche romane non furono mai pubblicate.
Nel 1953 aveva pubblicato il primo dei suoi scritti sulla Sardegna, che apparve su Società,  con il titolo "La disamistade di Orgosolo". Un secondo saggio, "La Barbagia e due biografie di barbaricini. Vita di Samuele Stochino, brigante di Sardegna, raccontato da sua sorella Genesia; vita di Costantino Zunnui, pastore di Fonni, scritta da lui medesimo", fu pubblicato sul «Nuovi Argomenti».
Nel 1954 sempre su  «Nuovi Argomenti» furono pubblicati i saggi e i risultati delle indagini condotte dall'antropologo tra il 1952 e il 1954, con il titolo: "Inchiesta su Orgosolo".
A pochi giorni dalla pubblicazione, il 9 novembre 1954, l'allora ministro dell'Interno Mario Scelba denunciò sia Franco Cagnetta che i direttori della rivista Alberto Moravia e Alberto Carocci, per cui il periodico fu sequestrato; tuttavia il 16 marzo 1955 il procedimento fu archiviato.
Tra il 1961 e il 1964, Cagnetta frequentò lo Jung Institute a Zurigo e successivamente la Università di Harvard a Cambridge negli Stati Uniti. Dal 1964, trasferitosi in Francia, Cagnetta fu nominato professore di Antropologia Culturale presso l'Università di Rennes, Nantes, Nancy e Tours. Nel 1965 fu addetto stampa dell'Istituto italiano di cultura di Parigi, dove, per le sue attività culturali, fra gli altri, ebbe contatti con diversi  intellettuali ed artisti come Marco Ferreri, Claude Mauriac, Federico Fellini, Pier Paolo Pasolini, Carlo Levi, Mimmo Rotella. 
Alcuni suoi saggi appaiono in quegli anni nelle presentazioni delle esposizioni parigine, da "Les paysagistes naïfs et démoniaques du XIX siècle a Naples" (1966) a quella per Louis Auguste Dèchelette, artista di "tableaux-calembours" (1967). Il saggio "De luxuria spirituali" presenta la prima esposizione pubblica di Pierre Klossowski al Cadran Solaire, nel 1967 a Parigi, e viene ripubblicato successivamente nel 1970 per l'esposizione alla Galleria Schwarz di Milano.
Prosegue intanto la sua attività di ricerca in collaborazione con diverse Università, in particolare con il Dipartimento di Psicologia sperimentale di Oxford e con il prof. Michel Argyle sulla "comunicazione non verbale", ovvero la gestualità. 
Nel 1975, su invito di Diego Carpitella, tiene un corso di antropologia culturale presso l'Istituto di Etnomusicologia a L'università la Sapienza e, lo stesso anno,  assunse la cattedra di Antropologia Culturale presso l'Accademia di belle arti di Roma tenuto sino al 1997. 
Nel contempo tra il 1970 e il 1985, in collaborazione con il Warburg Institute della London University, aveva svolto una serie di ricerche di iconologia simbolica su «Eros e Thanatos» ed in seguito aveva pubblicato dei saggi sull'artista ceroplasta Gaetano Zumbo (1656-1701). 
Tra il 1974 e il 1979, con lo psichiatra Franco Basaglia iniziò un intenso rapporto di collaborazione che culminò nella realizzazione dei programmi “Immagine e potere” presso l'ospedale psichiatrico di Trieste, della mostra d'arte interattiva “Legare e sciogliere” e dei progetti "la creazione di un mito", basato su esperimenti di visione collettiva di UFO, e "Marco Cavallo", esperimento di creazione simbolica d'arte da parte dei degenti di Trieste.
Nel 1981, con la collaborazione di Jacqueline Sonolet, curò l'esposizione “Nascita della fotografia psichiatrica” a Ca' Corner della Regina nell'ambito della Biennale di Venezia.
Negli anni 1984-85 Cagnetta, per conto del Ministero dell'Educazione Nazionale Francese, approfondì studi sulle “Origini dell'immagine in movimento”. Nel 1986 fu nominato Direttore del "Programma sull'immagine in movimento e l'archeocinema" nato dalla collaborazione tra diversi musei di New York, di Londra, di Rochester, di Washington e di Parigi.

## Opere
- Benedetto Croce e la classe operaia, in Socialismo, n.5 maggio 1946, pp.125-127
- Le traduzioni italiane del Manifesto del Partito comunista, in G. Manacorda (a cura di), Il 1948. Raccolta di saggi e testimonianze, Edizioni Rinascita, Roma 1948
- La disamistade di Orgosolo, in Società n.3 sett., 1953
- La Barbagia e due biografie di barbaricini, in Nuovi Argomenti n.4 sett-ott, 1953
- Inchiesta su Orgosolo, in Nuovi Argomenti n.10 sett-ott, 1954
- Bandits d'Orgosolo, Buchet-Chastel, Parigi, 1963
- Die banditen von Orgosolo, Econ-Verlag, Düsseldorf/Wien, 1964
- Banditi a Orgosolo, Guaraldi, Rimini-Firenze, 1975 (ora: Ilisso, Nuoro, 2002)
- Pierre Klossowski, Galleria Schwarz, Milano, 1970
- Monachesi sconosciuto, Edizioni La Gradiva, Roma, 1977
- Monachesi (a cura di Franco Cagnetta), Edizioni La Gradiva, Roma, 1977
- Cento scritti di e su Monachesi (a cura di Franco Cagnetta), Edizioni La Gradiva, Roma, 1978
- Nascita della fotografia psichiatrica, Marsilio, Venezia, 1981
- I teatri delle Vanità, in FMR n.7 ottobre, 1982